# ادواردو چیلیدا
ادوآردو چیلیدا (انگلیسی: Eduardo Chillida; ۱۰ ژانویهٔ ۱۹۲۴ – ۱۹ اوت ۲۰۰۲) یک مجسمه‌ساز اهل اسپانیا بود. وی به خاطر آثار انتزاعی بزرگ خود مشهور شد.